# Олександро-Невський собор (Кіров)

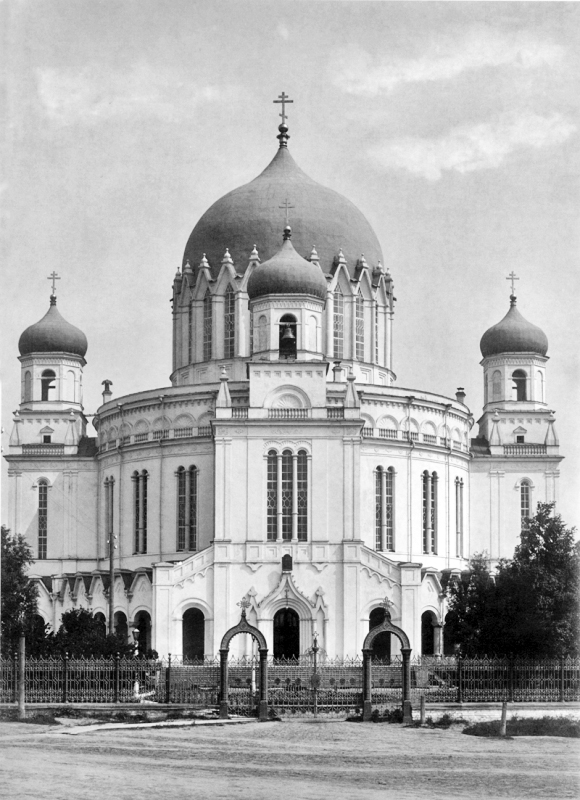
Олександро-Невський собор

Олександро-Невський собор — кафедральний собор в Кірові, закладений 30 серпня 1839 року і зведений на добровільні пожертвування в пам'ять про відвідування міста імператором Олександром I в 1824 році. Проект собору на замовлення міського товариства був здійснений засланим академіком Олександром Вітбергом. Урочисто відкритий в 1864 році. Храм об'єднував в собі риси різних епох і стилів: романських храмів середніх століть, елементи готики, і декор староросійських та пізніших «ампірних» храмів. Відкритий погляду з далеких точок, храм підпорядкував собі забудову не тільки на Хлібній площі (яка отримала від назви собору назву Олександрівської), але і всієї південної частини міста.
У 1895 році навколо собору був влаштований сквер, оточений чавунною огорожею. У 1896 році в північній частині скверу встановлено бронзовий бюст Олександра III, відлитий в Петербурзі.
У 1937 році пам'ятник архітектури державного значення за наполяганням президії міськради та облвиконкому з дозволу ВЦВК був виключений зі списку споруд, що охороняються державою і підірваний «на цеглу».